# Academia Básica del Aire y del Espacio
La Academia Básica del Aire y del Espacio (ABA) es una academia militar en España encargada desde 1992 principalmente de la formación para el rango de suboficial del Ejército del Aire y del Espacio. Forma parte de la Base Aérea de León en la localidad de La Virgen del Camino en la provincia de León. La ABA junto a la Academia General del Aire y del Espacio en San Javier (Murcia) dedicada a los oficiales, son las dos únicas instituciones en forma de academia para la formación militar en el Ejército del Aire y del Espacio. En 1992 y 2000 recibió el título honorífico de Medalla de Oro de la provincia de León y de la ciudad respectivamente. 
También reciben formación la Escala de Suboficiales del Cuerpo de Músicas Militares, los militares de la escala de tropa de las especialidades fundamentales de Auxiliar de Mantenimiento Aeromecánico, de Armamento, de Infraestructuras y de Música. Como centro docente militar de enseñanza de perfeccionamiento, los sargentos primeros realizan el curso de actualización para el ascenso al empleo de brigada tanto en su fase a distancia como presencial. Tiene convenios de colaboración con la Consejería de Educación de la Junta de Castilla y León para impartir enseñanzas de ciclos formación profesional de grado superior y con la Universidad de León, se imparte el Grado en Ingeniería aeroespacial y el Máster en Ingeniería Aeronáutica.

## Historia

### Fundación de la Base Aérea de León
El aeródromo militar de León es uno de los más antiguos del país. Es instituido por real decreto publicado en la Gaceta de Madrid el 18 de marzo de 1920, en el que se disponía la creación de cuatro Bases Aéreas para todo el país: la Base Aérea de Getafe, la Base Aérea de Zaragoza, la Base Aérea de Tablada y la Base Aérea de León.  Impulsadas en sus inicios por la  guerra del Rif (1920-1927) las primeras bases aéreas fueron indispensables para llevar a cabo misiones operativas de las primeras escuadrillas de aviones de caza y reconocimiento del ejército español. El primer aterrizaje de un avión en el aeródromo fue un biplano Avro 504 el día 25 de enero de 1923 pilotado por el suboficial Julio Antón Andrés. En octubre comenzó a operar aviones Airco DH.9 y Fokker C.IV, pertenecientes al Grupo 23 de la Escuadra número 3. El 27 de abril de 1929 fue la inauguración oficial.

### La Maestranza Aérea de León durante la República y la guerra
En 1931, durante el comienzo de la Segunda República Española (1931-1939), tras la reorganización de las Escuadras de Aviación para el Parque Regional Norte, la base aérea instala la Maestraza Aérea de León para dar el mayor mantenimiento posible a las aeronaves y también a vehículos. Ese mismo año empiezan a volar en las instalaciones los  Breguet XIX del Grupo 21 de Reconocimiento y Bombardeo de la Escuadra número 1. Los talleres ocupaban la parte este de los terrenos de la Base Aérea mientras la oeste era ocupada por las distintas unidades aéreas que se fueron ubicando desde su fundación. 
Sus instalaciones dedicadas a tareas de mantenimiento, van ampliándose hasta alcanzar su mayor desarrollo en el periodo de 1937 a 1939 debido a su participación en la guerra civil española (1936-1939). La importancia del aeródromo y sus instalaciones durante la guerra es fundamental tras la llegada de la fuerza aérea de la Alemania nazi formada por los voluntarios que integran la Legión Cóndor donde instalan el cuartel general de su fuerza aérea. Incluso se construye una línea de tren (ahora abandonada) durante el verano de 1937 con celeridad para así unir la línea de tren que llegaba a León con el aeródromo.

### La Escuela de Aprendices y la Academia de Aviación
En 1939 se organiza la fuerza aérea militar en el Ejército del Aire y en la Base Aérea de León inicia sus actividades la llamada Escuela de Aprendices, una escuela de formación técnica para jóvenes de 16 a 18 años. Allí los estudiantes eran instruidos durante dos años en materias básicas. A la finalización de sus estudios, los alumnos podían acceder a la Escuela de Especialistas, ubicada por aquel entonces en la Base Aérea de Málaga (ahora Aeródromo Militar de Málaga), o directamente a la maestranza como soldados-obreros.
En julio de 1949 se cerró la Academia de Aviación de León. El 15 de septiembre de 1950, se traslada a León, procedente de Málaga, la Escuela de Especialistas del Aire. Si bien en un principio comenzaron su formación alumnos de todas las especialidades, poco tiempo después se crearon la Escuela de Transmisiones y la de Cartografía y Fotografía, ambas en Madrid, por lo que, a partir de entonces, en León se impartirían los cursos de Mecánico de Mantenimiento de Avión y Armero Artificiero. En el período 1954 y 1956, con motivo de los pactos de Madrid de 1953, la Escuela de Especialistas recibió una importante dotación de moderno material didáctico para elevar y modernizar la enseñanza.
En 1965 la Maestranza Aérea de León desaparece para integrarse totalmente en la maestranza de la Base Aérea de Cuatro Vientos. En ese mismo año, que también es el de nacimiento del Ejército del Aire, usan las instalaciones para crear la Academia de Aviación y así formar oficiales. En 1945 la academia para oficiales, con el nombre de Academia General del Aire, abandona el aeródromo de León y pasa a formar parte de la Base Aérea de San Javier en Murcia.

### El nacimiento de la Academia Básica del Aire y del Espacio
En el año 1992 la Escuela de Especialistas después de 42 años cesa su actividad y es sustituida por la Academia Básica del Aire oficialmente por real decreto 331/1992 del 3 de abril, sustituyendo, y ampliando, las funciones de las anteriores Escuelas de Especialistas del Aire.
Entre 1995 y 1999, el Instituto Nacional de Técnica Aeroespacial (INTA) firmó un convenio para el establecimiento dentro del aeródromo de un destacamento permanente para el lanzamiento de globos estratosféricos.
El 1 de julio de 2008 se creó la Unidad de Música de la ABA.
En 2020 el Ejército del Aire celebró los cien años de las bases aéreas de Getafe, León, Tablada y Zaragoza.

## Estructura
La dirección de la ABA y la jefatura de la Base Aérea de León es compartida por el mismo oficial. Anualmente hay unos 1100 alumnos por cada curso escolar, y unos 450 militares encargados de los servicios básicos para atender la academia como vestuario, alojamiento, manutención, sanidad, etc además de atender los servicios de asistencia a otras unidades aéreas que necesiten los servicios de la base.

## Formación
En la ABA se realizan los dos primeros cursos anuales -de un total de tres- para poder acceder como suboficial en diferentes especialidades. El tercer curso anual puede finalizar en la misma ABA  para la especialidad de Mantenimiento Aeronáutico (MER) y Mantenimiento de Electrónica (ELC) o bien en otra escuela de formación específica: en la Escuela de Técnicas Aeroespaciales (ESTAER) en la Base Aérea de Torrejón de Ardoz para la especialidad de Administración (AYF), en la Escuela de Técnicas de Seguridad, Defensa y Apoyo (ETESDA) en la Base Aérea de Zaragoza para la especialidad de Protección y Apoyo a las Operaciones (PAO),  en el Grupo de Escuelas de Matacán (GRUEMA) para la especialidad de Control Aéreo (CAE) o en la Escuela de Técnicas de Mando, Control y Telecomunicaciones (EMACOT) en la Base Aérea de Cuatro Vientos para la especialidad de Sistemas de Información, Comunicaciones y Ciberdefensa (CYB).
Desde el curso 2011-2012, los estudiantes militares y futuros suboficiales, además de la formación militar, la formación educativa se equipara con los  currículos correspondientes a un título de técnico superior de formación profesional del sistema educativo de España.

## Uniformidad
En la ABA los estudiantes pasan a recibir formación militar y a vestir uniforme según sea necesario.

### Prendas de cabeza
La gorra de plato y el gorro de cuartel, recogidos en el Reglamento de Uniformidad, y en sus precedentes. 
En el gorro de cuartel se llevan en el frontal las divisas de los correspondientes empleos, caballero alumno de 1.º una barra plateada en horizontal, caballero alumno de 2.º dos barras plateadas horizontales y paralelas, sargento alumno los galones de sargento en vertical y acabados en pico en su parte superior y por encima una barra plateada en horizontal.
A partir de su egreso como sargentos, el gorro llevará las divisas correspondientes al empleo militar ya sin barras plateadas.
| Gorra de plato hombre | Gorra para mujer | Gorro de cuartel |
| --------------------- | ---------------- | ---------------- |
|                       |                  |                  |

### Rombo de la ABA
El personal militar del Ejército del Aire y del Espacio, mientras se encuentra destinado en la ABA, cambia el rombo general que lleva el uniforme del Ejército del Aire y del Espacio por uno propio y específico de la ABA. 

### Rombos y distintivos de curso de alumnos de la ABA
En la solapa de la guerrera, por encima del rombo, se añade una barra plateada por cada curso, excepto en el último que vuelve a ser solo una por encima de los rombos ya que en las mangas se llevan los galones de sargento, y en el gorro como se ha descrito más arriba. Hay que hacer referencia a que en estas imágenes, los rombos están colocados al revés. En la Academia Básica del Aire y del Espacio, los leones miran hacia dentro, hacia la corbata. En la Academia General del Aire y del Espacio, son dos águilas las que también miran hacia dentro.
Aunque en las imágenes se muestra un uniforme cerrado, esto es solo a título ilustrativo de las barras plateadas y su colocación. Los alumnos usan la misma guerrera abierta con camisa y corbata que el resto del personal. El uniforme con guerrera de cuello cerrado es de uso exclusivo de los alumnos de la Academia General del Aire y del Espacio para el acceso como militar de carrera a las Escalas de Oficiales, en el caso de los alumnos para acceso como Militar de Complemento usan el de guerrera abierta con camisa y corbata.
Los alumnos de 2.º tienen el tratamiento de caballeros alumnos de 2.° año en la ABA.
En el caso de 3.º se usan también los galones de sargento alumno, y en lugar de dos barras plateadas solo se lleva una.
Los cordones de alumno son de color azul en los uniformes de diario y trabajo, y de color gris claro en el uniforme de gala.
|            |           |
| Abanderado | Galonista |

|                                |                                 |                 |
| Caballero alumno de primer año | Caballero alumno de segundo año | Sargento alumno |